# Wribbenhall
Wribbenhall är en ort i civil parish Bewdley, i distriktet Wyre Forest, i grevskapet Worcestershire, i England. Civil parish hade 1 635 invånare år 1951. Byn nämndes i Domedagsboken (Domesday Book) år 1086, och kallades då Gurbehale.